# MayuのMUSIC LIFE
mayuのMUSIC LIFEは池袋FMで放送中の、毎週日曜20時から20時30分まで放送中のラジオ番組である。

## 概要
タイトルの通り、音楽を主軸に置いてトークを展開している。

## パーソナリティ
mayuが担当している。
同放送局、同じ曜日の22時から放送中の朝宮鴻希のMUSICBOXのDJ、朝宮鴻希とは同期に当たる。
また、11月の朝宮鴻希のMUSICBOXに、かわのDAと乱入し、特別ゲストとして登場したことがある。

## 番組の特徴
mayuが毎週ゲストを呼んでトークを展開していく番組である。
主にライブハウスなどで活躍するアーティストがゲストに来る場合が多いが、時に経営者だったりと多彩な顔ぶれが特徴である。

## これまでに来たゲスト
- 9月5日　ナンダコレハproduction 黒瀬太師
- 9月12日/9月19日　加藤真由
- 9月26日/10月3日　小迫竜也
- 10月10日/10月17日　BaShoo
- 10月24日/10月31日　Anmi真人
- 11月7日/11月14日　岩渕颯太
- 11月21日/11月28日/12月5日　遊平
- 12月12日/12月19日/12月26日　朝宮鴻希・かわのDA